# Григорије Назијански (старији)
Свети Григорије (око 276 — 374) је хришћански светитељ.
Био је епископ у граду Назијанза у римској провинцији Кападокија. Такође је познат као отац Светог Григорија Богослова и Светог Кесарија Назијанског.
Преминуо је 374. године у дубокој старости. Свети Григорије Богослов му је на погребу одржао похвално слово, где опширније прича о животу овог светитеља, посебно подвлачећи његово учешће у избору и рукоположењу Светог Василија Великог за епископа Кесаријског.
Православна црква га слави 1. јануара по јулијанском календару, а 14. јануара по грегоријанском календару.